# Brünen (Hamminkeln)

Lage von Brünen in Hamminkeln

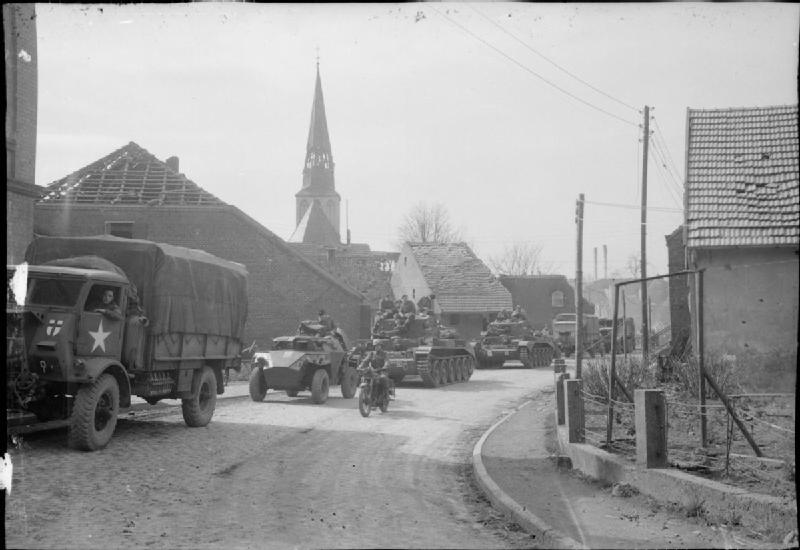
Militärkonvoi der Alliierten durch das im Zuge der Operation Plunder kriegszerstörte Brünen, 29. März 1945

Brünen ist ein Ortsteil der Stadt Hamminkeln im Kreis Wesel in Nordrhein-Westfalen. Zu Brünen gehören die Ortschaft Havelich und der Ort Marienthal.

## Lage
Brünen liegt südöstlich von Hamminkeln auf einer Höhe zwischen 35 und 50 m ü. NHN, was in der Region Niederrhein bereits als höhere Lage bezeichnet werden kann. In Ortsnähe treffen sich die Bundesstraße 70, die Landesstraßen 1 und 480 sowie die Kreisstraße 26.

## Geschichte
Die erste urkundliche Erwähnung Brünens geht auf das 9. Jahrhundert zurück. Im 13. Jahrhundert wurde die erste Steinkirche errichtet.
Im 18. Jahrhundert werden in Unterabteilungen des Brüner Liegenschaftsregisters die Oberbauerschaft sowie die Dahlhäuser und Steingründer Bauerschaft erwähnt.
Am 1. Januar 1975 wurde Brünen im Zuge des zweiten Neugliederungsprogramms in Nordrhein-Westfalen ein Teil der Gemeinde Hamminkeln, die 1995 zur Stadt erhoben wurde.

### Ortsname
Der Ortsname Brünen bedeutet vom Keltischen abgeleitet so viel wie Höhenort. Andere Deutungen sprechen von der Siedlung des Bruno.

### Bevölkerungsentwicklung
- 1910: 2381[4]
- 1931: 2485[5]
- 1961: 2512[3]
- 1970: 2562[3]
- 1974: 2846[6]
- 1975: 2998
- 1985: 3718
- 1995: 4241
- 2005: 4265
- 2010: 4078
- 2016: 4075[1]

## Wappen
Blasonierung: Das Wappen von Brünen zeigt in Silber das Wappenemblem des Hochstifts Münster, einen roten Balken, darüber liegend das Wappenemblem des Herzogtums Kleve, eine goldene achtstrahlige Lilienhaspel.
Bedeutung: Das Wappen wurde am 12. Mai 1967 angenommen. Der rote Balken stammt aus dem Wappen des Hochstifts Münster zu dem Brünen bis ins 13. Jahrhundert gehörte. Die Lilienhaspel stammt aus dem Wappen des Herzogtums Kleve zu dem der Ort bis 1806 gehörte.

## Gebäude
Sehenswert ist das denkmalgeschützte Gut Venninghausen. Auch die Dorfkirche ist immer einen Besuch wert.
Der Brünener Heimatverein „Bürger für Brünen“ hat einen Geschichtspfad „Auf den Spuren der Zeit“ angelegt, der als Wanderweg an allen Sehenswürdigkeiten des Ortes vorbei führt. Die Sehenswürdigkeiten sind jeweils durch Informationstafeln gekennzeichnet und erläutert.

## Bildung
Im Ort gibt es
- einen evangelischen Kindergarten und den Kindergarten Mühlenbergkinder
- eine Gemeinschaftsgrundschule (Hermann-Landwehr-Schule)

## Infrastruktur
Brünen ist durch die Buslinien 72, 62 und 96 der Verkehrsgemeinschaft Niederrhein an das Nahverkehrsnetz angeschlossen. Der Ort liegt an der Bundesstraße 70. Die Entfernung nach Wesel und Raesfeld beträgt jeweils rund 10 km und zur Stadtmitte Hamminkeln über die Landesstraße 480 6,5 km.
In Brünen gibt es seit 2016 ein Glasfasernetz.